# Championnats du monde de cyclisme sur piste 1923
Navigation
Liverpool/Paris 1922 Paris 1924
Les Championnats du monde de cyclisme sur piste 1923 ont eu lieu du 18 au 26 août à Zurich, en Suisse. Les compétitions se sont déroulées au vélodrome de Zurich-Oerlikon.

## Résultats

### Podiums professionnels
| Compétition | Or                     | Argent                 | Bronze                  |
| ----------- | ---------------------- | ---------------------- | ----------------------- |
| Vitesse     | Piet Moeskops Pays-Bas | Gabriel Poulain France | Ernest Kauffmann Suisse |
| Demi-fond   | Paul Suter Suisse      | Léon Parisot France    | Karl Wittig Allemagne   |

### Podiums amateurs
| Compétition | Or                    | Argent                    | Bronze                               |
| ----------- | --------------------- | ------------------------- | ------------------------------------ |
| Vitesse     | Lucien Michard France | Antoine Mazairac Pays-Bas | Gerard Bosch van Drakestein Pays-Bas |

## Tableau des médailles
| Rang | Nation    | Or | Argent | Bronze | Total |
| ---- | --------- | -- | ------ | ------ | ----- |
| 1    | France    | 1  | 2      | 0      | 3     |
| 2    | Pays-Bas  | 1  | 1      | 1      | 3     |
| 3    | Suisse    | 1  | 0      | 1      | 2     |
| 4    | Allemagne | 0  | 0      | 1      | 1     |

## Liste des engagés
- Championnat amateur sur piste
  -  France. — Jean Cugnot et Lucien Michard.
  -  Pays-Bas. — Matheus Willems Jacobus, Antoine Mazairac, Gerard Bosch van Drakestein, Maurice Peteers.
  -  Autriche. — Franz Pereson, Anton Welt, Karl Reischl, August Schaffer.
  -  Hongrie. — Stefan Burghart, Uhereczky, Johann Grimm,
  -  Danemark. —
  -  Pologne. — Wikto Rylr, Francisek Szymfezyk
  -  Royaume-Uni. —
  -  Allemagne. — Walter  Heidemreich, Oscar Rütt, Paul Oszmella, Rossbach
  -  Italie. — Francesco Grosso, Angelo Guasco.
  -  Suède. —
  -  Belgique. — Louis Kindermans.

- Championnat de vitesse (professionnels)
  -  France. — Maurice Schilles, Gabriel Poulain.
  -  Pays-Bas. — Piet Moeskops, Jo van Boxtel, Klaas van Nek
  -  Royaume-Uni. — William Albert Ormston, William Bailley
  -  Belgique. — Aloïs De Graeve
  -  Allemagne. — Walter Rutt.
  -  Danemark. —
  -  Suisse. — Ernest Kauffmann.

- Championnat de fond (100 kil.)
  -  France. — Georges Sérès, Léon Parisot.
  -  Allemagne. — Thomas Paul, Karl Wittig (remplaçant), Walter.
  -  Belgique. — Victor Linart, Léon Vanderstuyft
  -  Pays-Bas. —
  -  Suisse. — Paul Suter